# Søborg Station
Søborg Station er en dansk jernbanestation beliggende cirka 2 kilometer nordøst for landsbyen Søborg i Nordsjælland.
Stationen ligger på Hornbækbanen mellem Helsingør og Gilleleje og betjenes af tog fra Lokaltog.

## Historie
Stationen åbnede i 1916, da Helsingør-Hornbæk Jernbane blev forlænget videre langs kysten fra Hornbæk til Gilleleje.